# Disturbia
Disturbia je americký slasher thriller z roku 2007, jehož režisérem byl D. J. Caruso. Film je novodobou adaptací Hitchcockova filmu Okno do dvora z roku 1954. Snímek pojednává o mladém teenagerovi Kaleb Brechtovi, kterého ztvárnil Shia LaBeouf, který se svými přáteli špehuje souseda v domnění, že se jedná o sériového vraha.

## Děj
Hlavní postavou filmu je mladý muž Kaleb „Kale“ Brecht (Shia LaBeouf), který je synem spisovatele. Když se spolu vrací z dovolené, Kaleb nezvládne řízení a havaruje; při srážce jeho otec zemře. Zhruba rok po otcově smrti je Kaleb za napadení učitele odsouzen ke třem měsícům domácího vězení. Aby soudce uhlídal dodržení trestu, nechá Kalemu připevnit okolo nohy náramek, který zajišťuje, aby Kale neopustil dům. V případě, že se vzdálí 30 metrů od přístroje, který je umístěn v kuchyni, přijede policie. Kaleb je sám v domě jen se svou matkou Julií (Carrie-Anne Moss) a docela se začíná nudit, když se do vedlejšího domu stěhuje nová rodina s dívkou jménem Ashley Carlson (Sarah Roemer), která je přibližně stejně stará jako Kale. Kale začíná ji i ostatní rodiny kolem špehovat.
Kaleb se s Ashley brzy seznámí a začínají spolu pozorovat souseda Roberta Turnera (David Morse), o kterém si myslí, že je sériový vrah. Začíná amatérská a dramatická sledovací akce, do které se zapojí i Keleův kamarád Ronnie (Aaron Yoo). Sledování vrcholí jednoho večera, kdy se Ronnie vloupe do Turnerova domu. Vše pozoruje skrze webovou kameru Kale. Ronnie má strach a začne v domě panikařit. Vše vidí i Kaleb, zpanikaří proto taky a vnikne do domu. Překročením úseku, kde má dovolen pohyb, však přivolá policii, která si to však vyloží tak, že se Kale pokusil o násilné vniknutí.
Když policie odjede, Kalebova matka jde za Turnerem, aby u něj orodovala za svého syna. Nechce totiž, aby na něj Turner podal žalobu. Když už to vypadá, že Turner vrahem skutečně není, Kaleb si všimne, že na videu, které natočil Ronnie, je mrtvá dívka. Turner mezitím uvězní Kalebovu matku u sebe doma a začíná honit Kaleba po jeho domě. Kalebovi i příchozí Ashley se podaří před Turnerem utéct. Mezitím, co jde Ashley volat policii, Kaleb jde hledat svou matku do Turnerova domu. Než ji najde, podaří se mu objevit množství mrtvol, které měl Turner doma. Když se Kaleb s Turnerem v jeho domě setká, podaří se mu ho zabít zahradními nůžkami.